# Gapun jezici
Gapun jezici, prema jednoj klasifikaciji ime za najmanju skupinu Sepik-Ramu jezika, koja obuhvaća samo jedan jezik, taiap, koji se govori u selu Gapun u provinciji East Sepik u Papui Novoj Gvineji, za koji je ustanovljeno da je nesrodan svim ostalim jezicima, pa se danas vodi među izolirane jezike.
Jezična skupina je dobila ime po selu Gapun.

## Vanjske poveznice
- Ethnologue (14th)
- Ethnologue (15th)